# Leucoraja
Leucoraja – rodzaj ryb chrzęstnoszkieletowych z rodziny rajowatych (Rajidae).

## Rozmieszczenie geograficzne
Do rodzaju należą gatunki występujące w wodach oceanów – Atlantyckiego, Indyjskiego i Arktycznego.

## Morfologia
Długość ciała do 120 cm.

## Systematyka
Rodzaj zdefiniował w 1877 roku szwedzki zoolog August Wilhelm Malm w publikacji własnego autorstwa poświęconej kręgowcom należącym do fauny Göteborga i Bohuslänu. Gatunkiem typowym jest (późniejsze oznaczenie) raja kosmata (L. fullonica).

### Etymologia
Leucoraja: gr. λευκος leukos ‘biały’; łac. raia ‘raja, płaszczka’.

### Podział systematyczny
Do rodzaju należą następujące gatunki:
- Leucoraja circularis (Couch, 1838) – raja piaskowa[6]
- Leucoraja compagnoi (Stehmann, 1995)
- Leucoraja elaineae Ebert & Leslie, 2019
- Leucoraja erinaceus (Mitchill, 1825) – raja kanadyjska[7]
- Leucoraja fullonica (Linnaeus, 1758) – raja kosmata[8]
- Leucoraja garmani (Whitley, 1939)
- Leucoraja lentiginosa (Bigelow & Schroeder, 1951)
- Leucoraja leucosticta (Stehmann, 1971)
- Leucoraja melitensis (Clark, 1926) – raja maltańska[9]
- Leucoraja naevus (Müller & Henle, 1841) – raja dwuplama[6]
- Leucoraja ocellata (Mitchill, 1815) – raja zimowa amerykańska[7]
- Leucoraja pristispina Last, Stehmann & Séret, 2008
- Leucoraja wallacei (Hulley, 1970)
- Leucoraja yucatanensis (Bigelow & Schroeder, 1950)